# Perelli
Perelli es una comuna y población de Francia, en la región de Córcega, departamento de Alta Córcega.
Su población en el censo de 1999 era de 110 habitantes.

## Demografía
| abs. | 302 | 395 | 356 | 325 | 397 | 444 | 441 | 448 | 419 | 385 | 379 | 382 | 450 | 367 | 351 | 345 | 506 | 505 | 416 | 507 | 504 | 504 | 511 | 516 | 504 | 187 | 158 | 114 | 100 | 102 | 110 | 114 |
| Para los censos de 1962 a 1999 la población legal corresponde a la población sin duplicidades (Fuente: INSEE [Consultar]) |     |     |     |     |     |     |     |     |     |     |     |     |     |     |     |     |     |     |     |     |     |     |     |     |     |     |     |     |     |     |     |     |

- Datos: Q1109529
- Multimedia: Perelli / Q1109529

1. ↑  Worldpostalcodes.org, código postal n.º 20234.
2. ↑  INSEE, Datos de población para el año 2012 de Perelli (en francés).